# Sami, une jeunesse en Laponie
Pour plus de détails, voir Fiche technique et Distribution.
Sami, une jeunesse en Laponie (Sameblod) est un film dramatique et un récit initiatique suédois écrit et réalisé par Amanda Kernell et sorti en 2016.

## Synopsis
Elle-Marja, une jeune Samie vivant en Laponie seulement âgée de 14 ans, s'occupe des rennes et vit une vie déjà toute tracée au sein de sa famille. Faisant son éducation dans un pensionnat, accompagnée de sa jeune sœur, Elle-Marja se met à rêver d'une autre vie, devenir une jeune suédoise, mais pour ce faire elle va devoir devenir une autre personne et rompre tous liens avec sa famille et sa culture.

## Fiche technique
- Musique : Kristian Eidnes Andersen

## Distribution
- Lene Cecilia Sparrok : Elle-Marja
- Mia Erika Sparrok : Njenna
- Maj-Doris Rimpi : Elle Marja
- Hanna Alström : Lärarinnan
- Anders Berg : Emanuel - Vetenskapsman 1
- Katarina Blind : Mamma Anna
- Emilia Bostedt : Elsa
- Beata Cavallin : Hedda
- Malin Crépin : Elise
- Julius Fleischanderl : Niklas
- Ylva Gustafsson : Laevie
- Mimmi Kandler : Röstskådespelerska
- Tom Kappfjell : Aajja
- Anna Sofie Bull Kuhmunen : Anna-Stina
- Andreas Kundler : Gustav
- Marika Lindström : Bibliotikarie
- Olle Sarri : Olle
- Tove Skeidsvoll : Gymnastiklärarinnan
- Anne Biret Somby : Sanna
- Lillie Sparrok : Aahkka
- Hans-Ola Stenlund : Vetenskapsman 2
- Jonar Thomasson : Jon-Olov